# بابونه ایرانی
بابونه ایرانی (نام علمی: Anthemis tinctoria) نام یک گونه از سرده بابونه است.